# Scott Norton
Scott Norton (* 15. Juni 1961 in Minneapolis, Minnesota) ist ein US-amerikanischer Wrestler. Bekannt wurde er vor allem durch seine Jahre bei World Championship Wrestling (WCW) und New Japan Pro-Wrestling (NJPW).

## Leben

### Armwrestler
Norton begann seine sportliche Karriere als Armwrestler. Er gewann über 30 Wettbewerbe im Armwrestling, darunter auch vier Nationaltitel. Sein Spitzname dort war „Flash“ (dt. „Blitz“), was auf die Schnelligkeit, mit der er seine Wettkämpfe gewann, zurückzuführen ist. Durch seine Popularität im Armwrestling spielte er auch im Film Over the Top mit Sylvester Stallone mit. Während einer Japantournee im Armwrestling trat die NJPW an ihn heran, doch Norton lehnte zunächst ab.
Neben seiner Karriere als Armwrestler arbeitete er außerdem als Bodyguard für Prince auf der 1999 Tour (1982–1983) sowie der Purple Rain Tour (1984–1985).

### Anfänge als Wrestler
Schließlich entschied sich Norton doch für eine Wrestlingkarriere, Er wurde vom olympischen Ringer Brad Rheingans trainiert und startete bei der von Verne Gagne geleiteten American Wrestling Association (AWA). Obwohl sein Training noch nicht beendet war, hatte er sein erstes Profimatch am 15. April 1989.  Zusammen mit John Nord arbeitete er dort zeitweilig im Tag-Team als Yukon Lumberjacks. In einer Storyline forderte er Hulk Hogan, Ric Flair und Larry Znyszko zu einem Armwrestling-Match heraus. Daraus wurde jedoch nichts.
Ende 1989 verließ Norton die AWA und ging zu Pacific Northwest Wrestling (PNW). Dort trat er als Face unter dem Spitznamen Flapjack an. 1990 wurde er zum Heel und gewann schließlich den  Pacific Northwest Heavyweight Championship von Brian Adams. Die Regentschaft hielt jedoch nur wenige Tage.

### New Japan Pro-Wrestling (1990–1993)
1990 unterschrieb Scott Norton bei New Japan Pro-Wrestling. Er trat als Singles- und Tag-Team-Wrestler an. 1991 und 1992 war er als Wrestler an den beiden Starcade-Veranstaltungen beteiligt, die als Joint Venture zwischen WCW und NJPW fungierten.
Die Zusammenarbeit zwischen den beiden Ligen führte dazu, dass Norton mit wechselnden Partnern gegen die Steiner Brothers (Scott und Rick Steiner) antrat. Am 5. November 1991 dagegen trat er zusammen mit Rick Steiner für den verletzten Scott an. Dabei verloren sie die IWGP Tag Team Championship an Hiroshi Hase und Keiji Mutoh. Ein Jahr später durfte er die Gürtel zusammen mit Tony Halme gegen die Steiner Brothers gewinnen. Drei Wochen später verloren sie die Titel gegen The Road Warriors (Road Warrior Hawk und Power Warrior).
Anschließend trat Norton zusammen mit Hercules als „Jurassic Powers“ an. Die beiden gewannen ebenfalls die IWGP Tag Team-Titel. Außerdem erreichten sie 1993 das Finale der Super Grade Tag League, wo sie gegen Keiji Mutoh und Hiroshi Hase verloren.
Der Rest seiner Karriere bei NJPW verlief weder als Tag-Team- noch als Single-Wrestler erfolgreich.

### World Championship Wrestling (1993–1999)
Norton kehrte in die Vereinigten Staaten zurück, wo er bei World Championship Wrestling unterschrieb. Zunächst als Heel gegen Sting eingesetzt, verlief sein erster Run wenig erfolgreich und noch vor Slamboree 1993 verließ er die WCW in Richtung World Wrestling Federation, wo er aber nur ein Match bei einer Houseshow gegen Bob Holly hatte.
Er kehrte 1995 in die WCW zurück, wo er zunächst eine Fehde mit John Tenta (zu jener Zeit „Shark“) hatte. Tenta konnte die Fehde bei der ersten Ausgabe von WCW Monday Nitro für sich entscheiden, als er zu Gunsten Randy Savages eingriff.
1996 bildete er zusammen mit Ice Train das Tag-Team Fire & Ice. Das Tag-Team trat unter anderem gegen die Steiner Brothers an. Das Team trennte sich nach WCW Hog Wild 1996.
Norton begann schließlich sowohl für die WCW als auch für NJPW anzutreten.
1996 trat er der New World Order (nWo) bei. Zusammen mit Buff Bagwell gründete er das Tag-Team Vicious & Delicious, die es jedoch nie schafften den WCW World Tag Team Championship zu gewinnen. Parallel war er auch Mitglied von nWo Japan, wo er den IWGP Heavyweight Championship gewinnen durfte. Damit war er einer von insgesamt neun Ausländern, die den prestigeträchtigen Haupttitel der NJPW gewinnen durften.
Während seine Rolle in Japan immer größer wurde, stagnierte er bei der WCW, wo er im B-Team der nWo eingesetzt wurde und kaum gewinnen durfte. Schließlich verließ er die WCW nach einem Match 1999 gegen Goldberg ganz in Richtung NJPW.

### New Japan Pro-Wrestling (1999–2006)
Am 17. März 2001 gewann er zum zweiten Mal den IWGP World Heavyweight-Titel. Er durfte Kensuke Sasaki besiegen, verlor den Titel aber bereits bei der ersten Titelverteidigung gegen Kazuyuki Fujita. Zusammen mit Rick Steiner bildete er auf dessen Japan-Touren ein Tag-Team, ansonsten wurde er meist als Midcarder eingesetzt.
2004 trat er kurzzeitig vom Wrestling zurück, kehrte aber ein Jahr später wieder zur NJPW zurück. 2006 verließ er NJPW nach 16 gemeinsamen Jahren und wurde Freelancer.

### Independent-Wrestler
2006 versuchte er sich mit Wild West Championship Wrestling an einer eigenen Liga im Südwesten der Vereinigten Staaten, die jedoch nur ein Jahr durchhielt. Anschließend wrestlete er bis Mitte 2007 für Hustle. Nach einer eineinhalbjährigen Pause kehrte er 2008 zurück für zwei Matches bei der Pro Wrestling Expo.
Scott Norton ist auch heute noch als Independent-Wrestler aktiv, tritt aber nur noch unregelmäßig an.

## Titel und Auszeichnungen
- New Japan Pro-Wrestling
  - IWGP Heavyweight Championship (2×)[16]
  - IWGP Tag Team Championship (2×) – mit Hercules Hernandez (1) und Tony Halme (1)[17]
  - G1 Tag League (1991) – mit Keiji Mutoh[18]
  - Super Grade Tag League (1996) – mit Shinya Hashimoto[19]
  - Greatest Gaijin MVP (2002)[20]
- Oregon Pro Wrestling Federation
  - OPWF Heavyweight Championship (1×)[3]
- Pacific Northwest Wrestling
  - NWA Pacific Northwest Heavyweight Championship (1×)[21]
- Pro Wrestling Illustrated
- #47 der 500 besten Wrestler (PWI 500 1993)[22]
- Western Alliance Entertainment
  - WAE Heavyweight Championship (1×)[3]